# 20,3-cm-Kanone (E)
Die 20,3-cm-Kanone (E) war ein deutsches Eisenbahngeschütz der Wehrmacht im Zweiten Weltkrieg.

## Geschichte
Bei der Kanone handelte es sich um die modifizierte 20,3-cm-Schnelladekanone C/34, wie sie auf den deutschen Kreuzern der Admiral-Hipper-Klasse eingesetzt wurde. Die Marine übergab die überschüssigen Geschütze 1939 an das Heer, wo sie mit einer Eisenbahnlafettenkonstruktion aus dem Ersten Weltkrieg zusammengebaut wurden.
Die so zwischen 1940 und 1942 in acht Exemplaren ausgelieferte Kanone konnte unabhängig von vorhandenen Gleisstrecken auf kurzfristig gebauten Gleisen und Drehscheiben eingesetzt werden.
Es waren die einzigen Geschütze des Kalibers 20,3 cm im gesamten Heer. Dies führte zu Problemen mit der Munitionsversorgung. Um die wenige Munition zusammenzufassen, wurden alle Geschütze zur Küstenverteidigung hinter dem Atlantikwall in Cherbourg und Brest im besetzten Frankreich eingesetzt. Im Juli 1944 wurden einige durch die vorrückenden US-Truppen erbeutet.